# Faunis leonteus
Faunis leonteus är en fjärilsart som beskrevs av Zinken-sommer 1831. Faunis leonteus ingår i släktet Faunis och familjen praktfjärilar. Inga underarter finns listade i Catalogue of Life.